# Punta Penia
La Punta Penia (3.343 m s.l.m. ) è la vetta più alta del gruppo della Marmolada nonché di tutte le Dolomiti.

## Descrizione
La prima salita alla Punta Penia risale al 28 settembre 1864. Il primo salitore fu il viennese Paul Grohmann, il pioniere dell'alpinismo dolomitico, con le guide ampezzane Angelo Dimai e Fulgenzio Dimai, lungo l'attuale via normale o "del ghiacciaio". 
Sulla vetta vi è un piccolo rifugio: la Capanna Punta Penia.